# Ladepladser i Danmark
Et ladested eller en ladeplads er en oplagringsplads eller anløbsplads for mindre fragtskibe, der har virket som udskibningshavn. En vis bebyggelse i form af kornmagasiner og lignende kunne opstå i tilknytning til disse. Ladepladsernes retslige stilling blev fastlagt ved plakat af 26. marts 1816, hvori det fastsattes, at tiendeyderne skulle føre tiendekornet ”til den nærmest liggende kjøbstad eller det nærmeste ladested”.
Ladestederne var i flere tilfælde anerkendte udhavne, det vil sige havnepladser for købstæder beliggende længere inde i landet, dette gælder eksempelvis Rødvig (Store Heddinge), Skibsholm og Bisserup (Slagelse), Bandholm (Maribo), Struer (Holstebro), Hjarbæk (Viborg) og Hjerting (Varde).
J.P.Trap: Danmark, 2. udgave (1872-79) nævner i alt 26 steder som ladepladser, mens det største antal ladepladser for hvilke, der ved folketællingerne er opgjort særskilte folketal, er 15.
En særlig gruppe udgjorde skipperbyerne, hvortil hørte Dragør på Amager, Troense på Tåsinge, Thurø By på Thurø, Nordby og Sønderho på Fanø (samt Marstal på Ærø).

## Udvikling
Gennem tidens løb har udskibningssteder, ladesteder og skipperbyer spillet en stor rolle for omsætningen mellem landdistrikterne på den ene side, købstæder og udlandet på den anden.

### Middelalderen
Allerede henimod slutningen af middelalderen omtales almueskibsfart: 1447 fik beboerne på Tåsinge – efter en klage fra Svendborg – ret til fortsat at udføre heste og kvæg til Tyskland, men de skulle sejle til Svendborg med deres korn, smør og honning. Fra 1480 klager Svendborg over, at de, der bor på Thurø, Strynø, Strynø Kalv, Birkholm, Hjortø, Skarø, Drejø og Tåsinge bruger ulovlige havne og driver fragtsejlads på Tyskland. Ligeledes gjaldt det for bønderne på Lolland-Falster og Møn, at de måtte sejle til Tyskland med korn og kvæg, og her købe humle, salt, jern og klæde. Dog synes der ikke på daværende tidspunkt at have været egentlige ladepladser eller lignende på disse øer.

### Renæssancen
Kun få steder havde allerede inden enevældens indførelse en del af deres virke knyttet til varefragt og sejlads. Blandt disse var Stige ved Odense, Struer ved Holstebro og Hjarbæk ved Viborg.
Om Stige hedder det på denne tid: "Oc endog til denne By [Odense] ingen Seilats nermere er end ved Stege Strand/ som ½ Miil Norden fra Byen sig indbøyer/ fortsettis dog der fra icke dismindre Handel til Søes paa vitomliggende Steder/ foruden den Handel som driffvis med Landsens Indbyggere/ Adel oc menige Almue/ som fra det ganske Land did søge oc af deris Ware didføre/ oc deris Fornødenhed sig aff Borgerskabet igien tilhandle/ hvoraf des Indwaanere dem icke ringe Fordel fornemme/ saa samme By aff fornemme oc formuende Borgerskab oc stor Almue tiltager".
Tilsvarende siges om Struer: "LÆSSØ ligger 2 Mile østen fra Wendsyssel/ oc er 3 Mile lang oc 1 Miil bred. Paa samme Land er ingen kiøbsted/ men allene nogle Kircke Sogne. Indbyggerne søge deris Næring baade med Fiskeri/ saa oc meget ved Søfarten/ i synderlighed føre de megit Bygnings Tømmer fra Norge ind for Struer/ hvor den største Deel af Harsyssels Indbyggere det kiøbe".
Hjarbæk var udhavn for Viborg: i en beskrivelse af Viborg fra 1652 hedder det: "Handelen til Søes at fortsette hafver denne Byes Borgerskab oc Lejlighed til eftersom paa en halff Mil nær Byen er Indseigling fra Limfjorden til Hierbeck hvor de hvis fremede Vare de behøffve uden stor Besværing kunde opskibe oc der igien udskibe hvis de af Landsens Vare hafve at affhende."

### Vadehavet i 1600-tallet
Allerede i 1600-tallet havde der i tilknytning til Lister Dyb i Vadehavet udviklet sig en ikke ubetydelig skibsfart uden for købstæderne i tilknytning til flækker og andre steder. Ifølge regnskaberne for List Strømtold 1642-43 fandtes her ved siden af Tønder købstads 14 skibe på i alt 356 læster følgende hjemmehørende handelsflåder:
| Navn        | Antal skibe i alt | Antal læster i alt |
| ----------- | ----------------- | ------------------ |
| Højer       | 7                 | 252                |
| Rudbøl      | 2                 | 50                 |
| Møgeltønder | 7                 | 374                |
| Sejerslev   | 5                 | 137                |
| Emmerlev    | 15                | 176                |
| Hjerpsted   | 3                 | 61                 |
| Ballum      | 7                 | 155                |
| I alt       | 46                | 1205               |

Til sammenligning fandtes i den nordlige (kongerigske) del af Vadehavet ifølge List Toldbøger 1642-43 følgende hjemmehørende skibe foruden Vardes 8 fartøjer på i alt 30 læster og Ribes 14(?) på i alt 78(?) læster:
| Navn     | Antal både i alt | Antal læster i alt |
| -------- | ---------------- | ------------------ |
| Ho       | 3                | 3                  |
| Hjerting | 3                | 7                  |
| Rømø     | 21               | 478                |
| I alt    | 27               | 488                |

Det var overvejende landbrugsvarer, der blev udført fra disse egne: korn, flæsk og smør, samt honning og tørfisk. En stor del gik til Bremen og Hamborg. Desuden udførtes stude i stort omfang, udelukkende til Holland.

### 1700-tallet
Skibsfarten tog et opsving allerede omkring 1700. Eksempelvis oplevede Stige (Odense) og Hauge en vis befolknings- og bebyggelsesudvikling i 1700-tallet, idet flere skippere byggede deres huse på jord, som 1718 var tillagt det fynske ryttergodsdistrikt. De to første skippere havde angiveligvis fået tilladelse i 1696 og 1697 til at opføre deres huse på egen bekostning på vilkår, at bygningerne efter deres død skulle tilfalde kongen og derefter kunne bortfæstes. Dette skete imidlertid ikke. Omkring 1704 og igen omkring 1714 havde Odenses magistrat ønsket, at skipperne skulle flytte til købstaden, men stiftamtmændene havde støttet skipperne, og udfaldet blev fra 1718, at de skulle betale landgilde til regimentskassen. Angiveligt drejede det sig da om 8 skippere. Skipperne sejlede i slutningen af 1700-tallet på skibe, der ejedes i anparter af borgere i Odense og dem selv. En del af disse skibe gik på langfart til Middelhavet, Lissabon, Norge, Lübeck og Østersøen foruden København.
I anden halvdel af 1700-tallet oplevede Danmark et voldsomt opsving i skibsfarten, ikke blot udenrigsfarten, der på denne tid blomstrede og gav anledning til udtrykket "den florissante tid", men tillige indenrigsskibsfarten. Ved siden af købstæderne inddroges andre steder nu i udskibningen: Dragør på Amager, Vedbæk, Rungsted, Nivå, Sletten, Humlebæk, Espergærde, Snekkersten, Hellebæk, Hornbæk, Gilleleje, Kikhavn, Frederikssund, Rørvig på Sjælland, Samsø, Bandholm på Lolland, Femø, Fejø, Rågø, Hov, Neppe, Ristinge, Bagenkop, Spodsbjerg på Langeland, Stige, Hauge, Skibhusene, Seden, Munkebo, Dræby, Skårupøre på Fyn, Troense på Tåsinge, Thurø, Stevnhoved, Overgård, Hadsund ved Mariager Fjord, Læsø, Bangsbostrand, Fladstrand, Løkken, Blokhus, Torupstrand, Slettestrand, Vigsø, Klitmøller, Agger, Hanstholm, Harboøre, Vorupør i Vendsyssel-Thy, Ho, Hjerting, Fanø i Vadehavet. Flere af disse steder var fiskerlejer, andre småøer, som nu fik tilført nye indkomstmuligheder.

#### Struer Huse
Ifølge Holstebros byfogeds indberetning fra 1743 blev der fra Struer udført korn og fedevarer, oftest til Ålborg, hvis købmænd som regel ejede de små skuder, denne fragt fandt sted ved hjælp af. Skuderne bragte "norsk fyrretømmer, tjære, stål, hør, hamp, salt med videre" med hjem og solgte det i omegnen. Flere indbyggere i Struer drev egen handel som kommissionærer for købmand i Ålborg og havde ifølge en landstingsdom fra 1735 handlet på denne måde "længere end nogen ands mindetid". Andre indbyggere holdt kro og drev brændevinshandel. Struer Huse var ikke noget stort bysamfund: i 1801 var der blot 53 indbyggere.

#### Hauge og Stige
I 1777 talte Stige by 10 gårde og 33 huse. Her boede en del skippere, som var borgere i Odense og der svarede skatter og afgifter. Stige Strand "er den eneste Fiord, de Seilende fra Odense betiene sig af til Seilads. Den har sit Indløb Nordvest fra Havet ved Midskous-Gab, som er to Mile fra Skibsbroen, og løber om i Bugter til Ladestedet; dog kan man med smaa Fartøier ved høie Vande gaae op paa samme Fiord til Stige; her gaae Fartøier af nogle og 30 Læsters Drægtighed. Vinterhavnen for Fartøierne er en Miil derfra ved Klintebierg ved Skebye-Sogn; her boe ogsaa en Visiteur og en Købmand. Førommeldte Stige-Bye ligger næsten en halv Miil fra Skibsbroen, som er en god Fierdingvei fra Odense. Lige udi Østen for Lumbye, hvor ogsaa Ladepladsen ligger, er Fiorden tre Fierdingmiil breed, dog ganske lav paa begge Sider, undtagen i Renden; men baade inden og uden for denne Strækning knibes Fiorden igien mere sammen af Landet."
I Hauge by var 5 gårde og 24 huse. Også her boede Odense søfarere, skippere og fiskere.

### Det 19. århundrede
Efter den krise, der fulgte i hælene på statsbankerotten 1813 og tabet af Norge 1814 med deraf følgende omstillinger, startede et opsving, der som et mærkepunkt havde Englands indførelse 1828 af den ”glidende korntold”. I samvirke med hamborgske handelshuse udvikledes et stadigt voksende kornsalg til Hamborg, Holland og England, ligesom tidligere tiders kornhandel på Norge fortsatte på den nye tids betingelser. Denne periodes altdominerende kornsalg fik to bebyggelsesmæssige virkninger: udskibningssteder, enkle opankringspladser spredt rundt om langs landets kyster og kun undtagelsesvis forsynede med kornmagasiner, men ofte betjenende de store kornproducenter, herregårdene og godserne.
Desuden ladepladser, skudehandelspladser og skipperbyer, idet det allerede ved plakat af 26. marts 1816 fastsattes, at tiendeyderne skulle føre tiendekornet ”til den nærmest liggende kjøbstad eller det nærmeste ladested”. Ladestederne var i flere tilfælde anerkendte udhavne for købstæder beliggende inde i land, eksempelvis Rødvig (Store Heddinge), Bisserup (Slagelse), Bandholm (Maribo), Struer (Holstebro) og Hjarbæk (Viborg). Antallet af indbyggere var forholdsvis små, sjældent over 200. Skudehandelspladser var steder fortrinsvis i Jylland såsom Løkken, Blokhus, Klitmøller, Agger, Hals og Hadsund med anerkendte særrettigheder, mens skipperbyer som Troense på Tåsinge, Marstal på Ærø, Thurø By på Turø samt Nordby og Sønderho på Fanø var hjemsteder for søfarende, selvom de selv ikke havde et egentligt opland.
Flere af disse bebyggelser havde allerede i begyndelsen af 1800-tallet mere end 300 indbyggere, og talte foruden søfarende også håndværkere og handlende (således 1801 havde Rørvig 303, Troense 536, Hals 643, Klitmøller 336 og Løgstør 463 indbyggere, mens Marstal handelsplads havde 1449 indbyggere). Foruden de omtalte steder, hvis rettigheder var fastlagt særskilt, var det kun købstæderne, der måtte handle på udlandet. For bønderne indebar dette, at de måtte indbringe til købstæderne og sælge deres korn til de derboende købmænd, som derefter videresolgte det til stadsboerne eller udlandet. Dette indebar, at bønderne kun havde ringe indflydelse på salgspriserne, og som følge af den ringe omsætning nærmest levede ved byttehandel, idet købmændene på deres side forsynede dem med de nødvendige varer og gav dem de nødvendige kreditter. Ved den begyndende indførelse af næringsfriheden blev disse bindinger gradvist løsnet, men endnu i 1870'erne synes der at have været en forholdsvis fast forbindelse mellem bonde og købmand.

#### Kornhandelstiden
Som eksempel på baggrunden for og årsagen til oprettelse af udskibnings- og ladesteder skal omtales Mullerup strand. I det 18. århundrede havde Kalundborg en florissant handel, idet den naturlige, gode havn beliggende i læ af Gisseløre for enden af en bred, dyb og ofte isfri fjord gav mulighed for en betydelig handel, især afsætning af korn til Norge og Flensborg. Tilsvarende forudsætninger havde nabokøbstæderne Holbæk og Slagelse ikke, og handelsmæssig stod de i skyggen af Kalundborg. Da Norge blev skilt fra Danmark og toldskranker vanskeliggjorde kornhandelen, rettedes blikket navnlig mod England som ny aftager af korn, og da England 1828 indførte den såkaldte glidende korntoldskala, fik Kalundborg i kraft af sin beliggenhed og gode havn nye, store muligheder i kornhandelen. Da købmændene var interesserede i at sælge kornet på tidspunkter med lavest mulig told, gjaldt det om at have kornet liggende i en havn, hvorfra det hurtigt og nemt kunne udskibes, og hvor der om vinteren kun var ringe fare for indefrysning. I 1840'erne opførte en købmand fra Slagelse imidlertid kornlagringsrum ved Mullerup strand for herfra at foretage kornudførsel. Nogle købmænd fra Kalundborg forsøgte som et modtræk at oprette et eget kornlagringsrum ved Mullerup, men opnåede derved blot at trække endnu mere handel bort fra Kalundborg. Senere svækkedes Kalundborgs stilling endnu mere, da England helt afskaffede indførselstolden i slutningen af 1840'erne. Mullerup strand på sin side mistede betydning for Slagelse, da købstaden fik station på den 1856 anlagte jernbane fra København til Korsør.

#### Opblomstringen i den vestlige Limfjord
En særlig udvikling gennemgik udskibningssteder og ladesteder ved Limfjorden som følge af Vesterhavets gennembrud af Aggertangen ved en stormflod 1825. Indtil dette år var Limfjorden en fjord, lukket mod vest af Agger Tange. Al varefragt ad søvejen til og fra den vestlige del af Limfjorden, herunder egnens købstæder Thisted, Nykøbing, Lemvig, Skive og Nibe, foruden Viborg (hvis ladested var Hjarbæk) og Holstebro (hvis ladested var Struer) måtte gå over Aalborg, og flere af ladestedernes beboere drev selvstændig handel som kommissionærer for købmænd i Aalborg, selvom dette strengt taget var i strid med loven. Ved siden af dette ernærede ladestedernes beboere sig ved håndværk, gæstgiveri, fiskeri og krejleri (den stedlige benævnelse for prangervirksomhed). En særlig vanskelighed for søfarten var Løgstør Grunde, der kun tillod forholdsvis lavbundede skibe at passere, hvorfor Aalborg fik en fremtrædende rolle som formidler af handlen mellem den vestlige del af Limfjorden og resten af kongeriget. Den 1825 opståede passage mellem hav og fjord var i begyndelsen ikke så stor, men i de følgende år udvidede strømmen det nye løb så meget, at det første skib 1831 kunne passere gennem ”Aggerkanalen”, og 1839 blev besejlingsforholdene yderligere forbedrede, da en ny stormflod uddybede renden gennem tangen. Dermed skabtes en ny tilstand, hvor de bosatte i Limfjordens vestlige del kunne sejle direkte ud i Vesterhavet og derfra videre til de handelsforbindelser i Norge, Sverige, England, Slesvig-Holsten, Nordtyskland og Holland, som tidligere var gået over Aalborg. Antallet af skibe, der årligt passerede Aggerkanalen nåede 1840 op på 400, men væksten fortsatte og toppede 1855 med 1800 skibe. En bølge af vækst og opdrift skyllede ind over vestfjordens ladepladser og købstæder; flere købmænd fik egne skibe, og i tiden omkring midten af århundredet begyndte man at bygge anløbsbroer og egentlige havneanlæg. Den århundredegamle skudehandel fra vestkysten af Thy til Norge flyttede indenfjords, og der opstod en række nye udskibnings- og ladesteder, hvor folk skabte sig en til tider meget indbringende handel, således inden for Thisted tolddistrikt ved Krik, Oddesund, Tambohuse, Hindsels, Gravgård, Doverodde, Visby å, Gudnæs strand, Vilsund, Hovsør og Øsløs. For eksempelvis Struers vedkommende var 1851 hjemmehørende 14 skibe med i alt 260 kommercelæster. Samme år blev Struer anløbet af 152 skibe fra udenlandske havne, heraf 95 fra Norge, 36 fra England og 13 fra Altona. Fra indenlandske havne uden for Limfjorden havde stedet 46 anløb, heraf 34 fra København. Fra omkring 1860 begyndte Aggerkanalen at sande til, og antallet af gennemløbende skibe faldt fra 1800 i 1855 til 93 i 1864 og 28 i 1867. Samme år opstod Thyborønkanalen, mens Aggerkanalen sandede helt til. I 1861 gravede man ”Frederik den 7.s kanal” uden om Løgstør Grunde, hvorefter ikke kun større sejlskibe men også dampskibe kunne sejle direkte fra Aalborg til købstæder og ladesteder i vestfjorden. 1881 indsatte DFDS dampskibet ”Limfjorden” mellem Aalborg og stederne i vest, og dette overtog snart en væsentlig del af rejserne og varefragten på fjorden. Derved genvandt Aalborg efterhånden sin tidligere rolle som mellemled i fjordens handel og søfart, og den kortvarige handels- og søfartsmæssige opblomstring i den vestlige Limfjord var til ende. For de fleste af ladestederne egne forhold fik dette tidsbegrænsede opsving kun ringe betydning. Således havde Struer i 1840 (ved begyndelsen af opsvinget) 114 indbyggere og 1860 (ved slutningen af opsvinget) 159 indbyggere, en fremgang på bare 45 indbyggere i løbet af tyve år.

### Industrialiseringen
I 1860'erne og 1870'erne brød den gamle ordning sammen. Det skete i flere omgange og af flere årsager. Som følge af krigen i 1864 blev samvirket med de hamborgske handelshuse afbrudt, hvilket førte til en afmatning for de syddanske ladepladser og købstæder, der havde levet af denne samhandel. I 1868 besluttedes det at bygge en ny udskibningshavn ved Esbjerggårde (nu Esbjerg) i det sydvestlige Jylland, og denne sammen med det samtidigt opbyggede jernbanenet og den indførte næringsfrihed bidrog til en fuldstændig omstilling af samfærdslen og varefragten, idet denne i stigende grad skete med jernbane. Fremkomsten af dampskibe indebar, at dybere havne fik en fortrinsstilling indenfor søfarten, mens mere lavvandede anløbssteder tabte betydning. Endelig indebar den såkaldte landbrugskrise, fremkaldt ved udbuddet af billigt korn fra Ukraine og USA, en fuldstændig omstilling af landbruget fra kornavl til fedevarefremstilling. Den efterfølgende opbygning af andelsmejerier og slagterier skete ligeledes med jernbanen for øje. Virkningerne for ladepladserne var vidt uens: de ladesteder, der fik jernbanestation, voksede og blomstrede, mens de udskibnings- og ladesteder, der ikke fik jernbanestation, stagnede og sank tilbage til en tilstand som fiskerleje eller småby. Derved skiltes vandene: steder, der fik jernbane så som Struer (1866), Faxe Ladeplads (1866), Bandholm (1869), Rødvig (1879), Hadsund (1900) og Løkken (1916) voksede og udviklede sig med tiden til mindre oplands- og fabriksbyer i lighed med andre stationsbyer, mens steder såsom Bisserup, Karrebæksminde, Troense, Lundeborg, Hjarbæk og Hjerting, der blev forbigåede ved jernbaneanlæggene, stagnerede, i det mindste indtil en ny industrialiserings- og byspredningsbølge satte ind efter 1945. Som eksempel på en ladeplads med jernbaneforbindelse kan nævnes Struer, hvis indbyggertal voksede fra 159 i 1860 til 592 i 1870, 1008 i 1880, 2207 i 1890 og 3230 i 1901. Til sammenligning kan nævnes, at indbyggertallene i Bisserup faldt fra 365 i 1860 til 97 i 1916, i Karrebæksminde fra 350 i 1870 til 225 i 1911, i Troense fra 1010 i 1860 til 600 i 1916 og i Hjerting fra 358 i 1860 til 324 i 1901. Ved århundredeskiftet var ladepladsernes tid omme; den senere udvikling skyldtes andre forhold.